# Jazdów

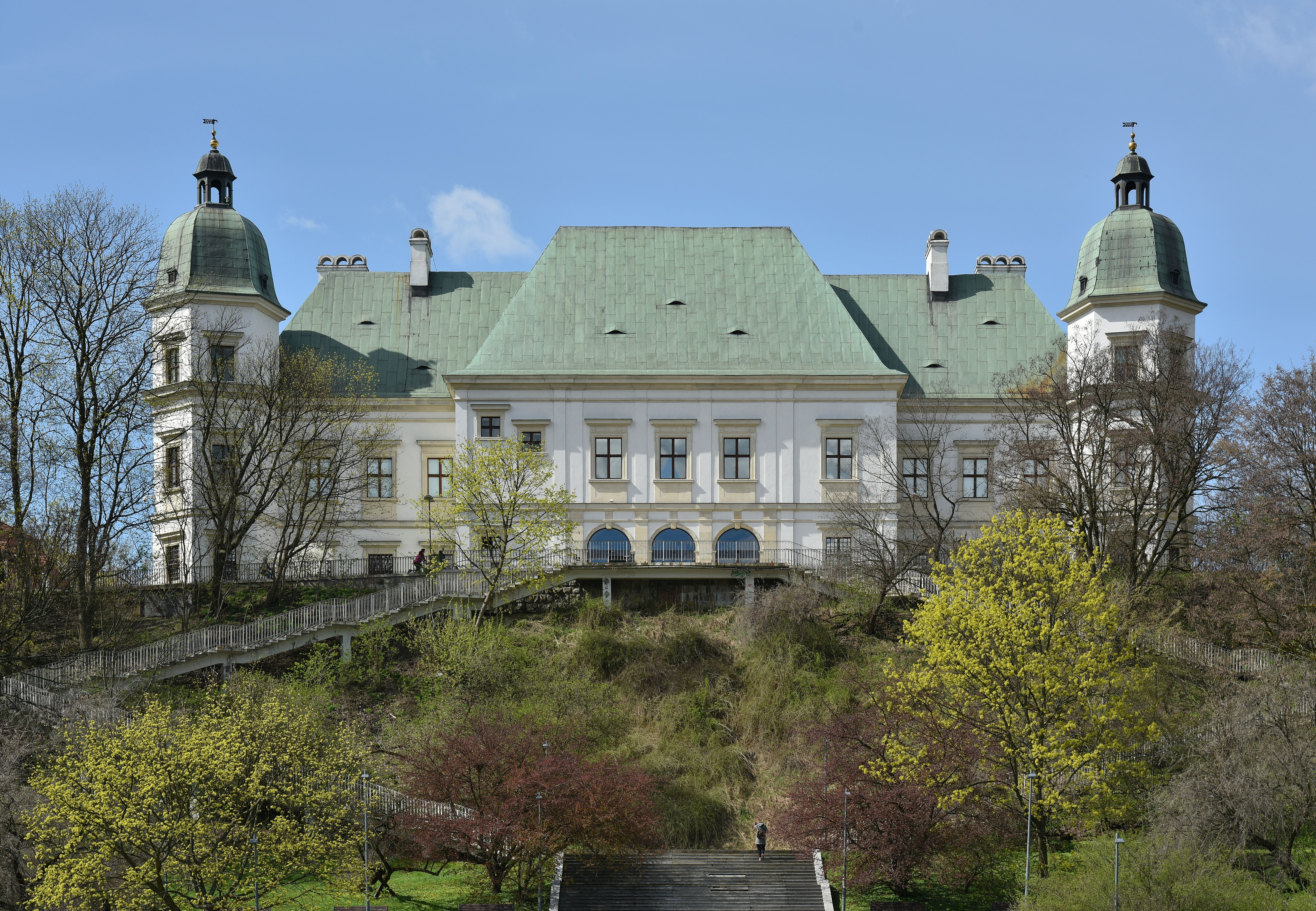
Zamek Ujazdowski

Ujazdów na akwareli Zygmunta Vogela (ok. 1800)

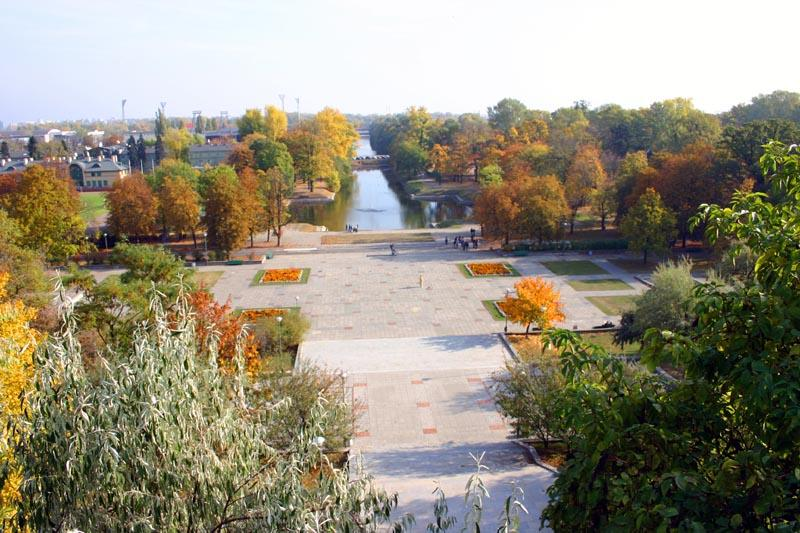
Park Agrykola i Kanał Piaseczyński

Jazdów – historyczny gród i dwór książąt mazowieckich na terenie obecnej Warszawy (Ujazdów).

## Historia
W granicach administracyjnych miasta najstarszy po grodzie na Bródnie, powstał prawdopodobnie na początku XIII wieku. Na jego istnienie w tym okresie są tylko dowody pisane.
Jazdów strzegł osady handlowej Solec (XII w.), gdzie istniała lokalna przeprawa wiślana do wsi Kamion (istniejącej już w 1065 roku, dzisiejszy Kamionek). Zaplecze gospodarcze zapewniała mu wieś Mokotowo (obecnie Mokotów), a do jego obrony miała powstać strażnica we wsi Służewo (obecnie Służew, położony na obszarze dwóch dzielnic – Mokotowa i Ursynowa).
Gród został zniszczony podczas najazdu Litwinów w 1262 roku, podczas którego zabito księcia mazowieckiego Siemowita I i porwano jego syna Konrada II. Kolejny raz gród został zniszczony w 1282 roku przez księcia płockiego Bolesława II walczącego z księciem czerskim Konradem II.
Po zniszczeniu, dwór książęcy został przeniesiony do Starej Warszawy (Warszowa), zaś Jazdów stał się wykorzystywaną okazjonalnie letnią rezydencją księcia. Drewniane zabudowania istniały do XVII wieku.
W połowie XVI w. w Jazdowie zbudowano duży drewniany dwór królowej Bony, który został później podmiejską siedzibą jej córki, Anny Jagiellonki, oraz Stefana Batorego. Prawdopodobnie był też tymczasową siedzibą Zygmunta III Wazy, w czasie gdy przebudowywano Zamek Królewski w Warszawie – nowej stolicy Polski (1596).
12 stycznia 1578 na dworze w Jazdowie miało miejsce pierwsze przedstawienie tragedii Jana Kochanowskiego Odprawa posłów greckich. Wydarzenie to uświetniało uroczystość weselną Jana Zamoyskiego i Krystyny Radziwiłłówny, na której była też obecna para królewska Stefan Batory i Anna Jagiellonka.
W 1624 Zygmunt III Waza zbudował na jego miejscu murowany Zamek Ujazdowski.
Budowa i rozbudowa królewskiej rezydencji w Ujazdowie trwała nadal w czasach Władysława IV (podczas potopu szwedzkiego mieszkał w niej Karol Gustaw; doszło wówczas do zniszczeń i grabieży).
W 1668 roku Ujazdów otrzymał od Jana Kazimierza Teodor Denhoff (podkomorzy koronny), który przekazał posiadłość swojemu zięciowi, Stanisławowi Herakliuszowi Lubomirskiemu; w roku 1683 sejm zatwierdził darowiznę, uznając Ujazdów za dobra dziedziczne Lubomirskich. Po śmierci Stanisława Lubomirskiego (1702) został wydzierżawiony Augustowi II. Zamek poddano modernizacji według projektów wybitnych architektów, tj. Pöppelmann i Deybel. W roku 1764 spadkobiercy Lubomirskiego sprzedali Ujazdów Stanisławowi Augustowi Poniatowskiemu, który nie angażował się w przebudowę zamku, koncentrując się na urządzaniu Łazienek Królewskich.